# Eva Nowotny
Pour les articles homonymes, voir Nowotny.
 (avril 2011).
Si vous disposez d'ouvrages ou d'articles de référence ou si vous connaissez des sites web de qualité traitant du thème abordé ici, merci de compléter l'article en donnant les références utiles à sa vérifiabilité et en les liant à la section « Notes et références ».
Eva Nowotny, née le 17 février 1944 à Vienne est une diplomate autrichienne et a été ambassadrice en France, au Royaume-Uni et aux États-Unis.

## Biographie
Depuis 1973, elle est au service du ministère des Affaires étrangères à Vienne. Après avoir été envoyée au Caire et à New York, où elle travaillait pour l’Organisation des Nations unies, elle est retournée en Autriche. Eva Nowotny est directrice générale pour l'intégration européenne au ministère des Affaires étrangères.
De 1983 à 1992, Eva Nowotny a travaillé comme conseillère en matière de politique extérieure pour Franz Vranitzky et Fred Sinowatz, le chancelier fédéral de l'époque. Ensuite, elle a travaillé comme ambassadrice d'Autriche en France de 1992 à 1997, et au Royaume-Uni de 1997 à 1999. Eva Nowotny a travaillé aux États–Unis à partir de septembre 2003.
Eva Nowotny est mariée avec Thomas Nowotny, un diplomate retraité, auteur et conférencier de relations internationales. Elle a une fille.

## Engagement
Eva Nowotny est élue présidente de la Commission d’Autriche de l’UNESCO pour la période de 2009 à 2012. En outre, elle est un membre du conseil de la Société Autrichienne pour la politique étrangère et de l'Organisation des Nations unies (ÖGAVN), du Forum Bruno Kreisky et de CARE Autriche. Depuis décembre 2010, Eva Nowotny est membre du comité consultatif de l'association Service autrichien à l'étranger et soutient surtout le Service autrichien de la Mémoire.

## Décorations
- 2009 : Insigne d’un ordre pour services en faveur de la République d’Autriche